# Opisthacantha norfolcensis
Opisthacantha norfolcensis är en stekelart som först beskrevs av Alan Parkhurst Dodd 1924.  Opisthacantha norfolcensis ingår i släktet Opisthacantha och familjen Scelionidae. Inga underarter finns listade i Catalogue of Life.